# Bathypogon fulvus
Bathypogon fulvus är en tvåvingeart som beskrevs av Hull 1956. Bathypogon fulvus ingår i släktet Bathypogon och familjen rovflugor. Inga underarter finns listade i Catalogue of Life.